# 拉菲达·阿兹
丹斯里拉菲达（1943年11月4日—），马来西亚政治人物，为前巫统党员，素有“马来西亚铁娘子”之称。她自1982年马来西亚大选以来代表国民阵线当选为霹雳江沙的国会议员，直到2013年才不再上阵，并曾经是巫统婦女組主席。2018年马来西亚大选时因支持由马哈迪·莫哈末领导的希望联盟而被巫統開除黨籍。

## 背景
丹斯里拉菲达是马来西亚在位最久的国际贸易与工业部长，任期长达21年。她在任期间积极推动马来西亚在国际贸易协定方面，并做出了杰出的贡献。例如马来西亚国内许多企业发展，国际贸易与工业发展的架构诸如中小企业发展机构(SME Corp)、马来西亚工业发展局(MIDA)、马来西亚对外贸易发展局(MATRADE)等，皆为她任内所设立。
除了设立许多利民的机构，Tan Sri Rafidah Aziz在任期间亦推行诸多亲商的政策，她成功让马来西亚在国际贸易舞台上发光发热，由此打开了知名度。在从政前，她于马来西亚大学的经济系担任讲师一职。退出政治舞台后，她也担任许多跨国企业的公司主席。

## 观点

### 批评国盟
2020年7月10日，拉菲达与民主行动党国会议员杨巧双在面子书进行直播时批评国民联盟政府，滥用“新常态”这个字眼。她说，到了最后，每个人都在谈“新常态”，可是没有告诉人民，甚么才是新常态。她认为，政府应该停止不断提及“新常态”一词，并确定已经发生和将要发生的事情。

### 评论马哈迪
2020年8月6日，拉菲达接受《马来前锋报》专访时说：“你问我会不会同情马哈迪·莫哈末？事实上，你们都不认识他这个人，他不在乎名利地位，他只是与一群他认为可以帮助他有效执政的人一起合作，就这样而已。”
记者问道：“你不同情马哈迪最近面对的这一切吗？”，她反道：“你们都不认识马哈迪。”、“是，我会同情他，但我们是一样的人，我们为了国家而坚强自己，也为了能有效的执政这个国家，因此与可以协助我们的人合作。”
此外她还认为，马哈迪可继续为国贡献，不需退休。

### 批评紧急状态
2020年10月24日，拉菲达在面子书贴文怒轰政府颁布紧急状态的政治手段，“非常低级”，为了保住政权不惜牺牲人民和国家发展。她指出，有责任的领袖，会把人民和国家放在首位，但这些试图推动颁布紧急状态的政客，似乎把个人利益看得比其他东西还重要，抛弃民主制度。